# Warhammer 40,000: Dawn of War
Warhammer 40,000: Dawn of War is een real-time strategyspel ontwikkeld door THQ en Relic Entertainment, gebaseerd op het tabletopspel van Games Workshop: Warhammer 40,000. Het spel verscheen in Europa op 24 september 2004 en kreeg uiteindelijk 3 uitbreidingen, Winter Assault, Dark Crusade en Soul storm.
Er kan met vier verschillende rassen worden gespeeld:
- Space Marines, het menselijk ras van het Imperium
- Orks, space orks die alleen maar willen vechten
- Chaos Space Marines, zij zaten eerst bij het Imperium maar strijden er nu tegen
- Eldar, de nakomelingen van de elfen

In de single player campaign leidt de speler de Blood Ravens, een zogenaamd chapter van de Space Marines.

## Ontvangst
| Beoordeeld door        | Datum             | Score |
| ---------------------- | ----------------- | ----- |
| Science Fiction Weekly | 1 november 2004   | 100%  |
| UOL Jogos              | 11 februari 2005  | 100%  |
| Plain Games            | 12 oktober 2006   | 90%   |
| GameSpy                | 16 september 2004 | 90%   |
| ActionTrip             | 27 september 2004 | 84%   |
| PC Powerplay           | april 2005        | 84%   |
| Game Revolution        | 8 oktober 2004    | 83%   |
| Factornews             | 7 oktober 2004    | 80%   |
| Mygamer.com            | 3 november 2004   | 78%   |
| Game Critics           | 11 mei 2005       | 75%   |

## Trivia
- Het spel is opgenomen in het boek 1001 Video Games You Must Play Before You Die van Tony Mott.